# Magyar Szocialista Munkáspárt
A Magyar Szocialista Munkáspárt (röviden: MSZMP) marxista–leninista párt volt Magyarországon, amely a Szovjetunió támogatásával és felügyeletével egypártrendszer keretében, állampártként gyakorolta kizárólagosan a hatalmat 1956 novembere és 1989 októbere között. A párt tagjainak száma 1986-ban 883 131 fő, a felnőtt lakosság 11,1%-a volt.
A magyarországi rendszerváltás során nem szűnt meg teljesen, csak átalakult, pontosabban két részre szakadt: a keményvonalasok megalakították a Magyar Munkáspártot, míg a demokratizálódás folyamatát támogatók a Magyar Szocialista Pártot (MSZP), ez utóbbi a párt jogutódja.

## Története

### Közvetlen előzmények
Az 1956-os forradalom első napjaiban az addig hatalmon lévő magyarországi kommunista állampárt, az MDP viharos gyorsasággal összeomlott. A változások gyorsasága nemcsak a külső szemlélőket, hanem a magukat résztvevőket is meglepte. A kaotikus események között a közbeszéd, a sajtó a szabadság érzése mellett általában egyfajta új, kizsákmányolástól mentes társadalom víziójáról, antisztálinista „nemzeti kommunizmusról”, különböző szocialisztikus elképzelésekről szólt. Megkezdődött egyéb pártok formálódása is, de inkább a különböző alulról szerveződő bizottságok, (munkás)tanácsok létrehozása zajlott. A politikai hangulatra jellemző, hogy az október 16-án Szegeden megalakult Magyar Egyetemisták és Főiskolások Egységes Szervezete, a MEFESZ 16 pontos kiáltványa még magán viselte reformkommunista kibontakozásba vetett hitet, hiszen tisztújítást, kongresszus összehívását követelték az állampárttól.
Az október 23-i tömegtüntetés azonban néhány óra alatt radikálisan antikommunista és szovjetellenes hangulatúvá vált. A viharos események hatására a miniszterelnöki posztot Hegedűs Andrástól Nagy Imre vette át, a Magyar Dolgozók Pártja első titkára pedig Gerő Ernő helyett Kádár János lett. Nagy Imre továbbra is kommunistának vallotta magát, de radikálisan újra kívánta értelmezni a sztálini örökséget. Október 28-i beszédében jutott el addig, hogy nemzeti demokratikus mozgalomról beszélt.
Szervezeti káosz uralkodott az MDP vezetésében: fő testületei, a Központi Vezetőség, a Politikai Bizottság és a Titkárság ülései egybefolytak. Mikojan és Szuszlov szovjet politikusok is folyamatos tárgyalásokat folytattak Budapesten, hogy a Szovjetunió érdekei számára mentsék a helyzetet. Az állandó ülésezés kevés eredménye között volt a Katonai Bizottság (a visszaemlékezők szerint csak stáb néven emlegették) létrehozása, tagjai Apró Antal, Bata István, Czinege Lajos, Fehér Lajos, Földes László, Janza Károly, Kovács István és Mező Imre voltak. Ennek a szervnek a feladata lett volna a karhatalmi mozgásba hozni a néphadsereget, felfegyverezni a kommunistákat és a munkásokat az utcákat egyre inkább uraló felkelőkkel szemben. Nagy Imre miniszterelnök azonban ellenezte ezt a tervet, megtiltotta a Corvin köziekkel szemben tervezett fegyveres akciót.
Október 27-én Nagy Imre kormányának tagja lett földművelésügyi miniszterként Kovács Béla kisgazda politikus. 28-án megalakult az MDP új vezető testülete, az elnökség, amelynek tagjai Kádár János, Münnich Ferenc, Apró Antal, Kiss Károly, Szántó Zoltán és Nagy Imre lettek.

### Az MSZMP megalakulása
Október 30-án a kommunista vezetők úgy döntöttek, hogy feloszlatják a diszkreditálódott MDP-t és új pártot hoznak létre, amelynek neve – Szántó Zoltán javaslatára - Magyar Szocialista Munkáspárt lett. (Szántó Zoltán 1925 és 1927 között az akkori magyar kommunista párt, hivatalos nevén a Magyarországi Szocialista Munkáspárt egyik politikusa volt.) Az MSZMP élére hét főből álló Ideiglenes Intéző Bizottság (IIB) került. A korábbi elnökségből a Rákosi idejével való szakítás jegyében kimaradt Apró, Münnich és Kiss, és Kádár, Nagy Imre és Szántó Zoltán mellett helyet kapott benne Donáth Ferenc, Kopácsi Sándor, Losonczy Géza és Lukács György. A párt új lapjának neve Népszabadság lett.
Kádár János 1956. november 1-jén este rádióbeszédben jelentette be a magyar kommunisták új pártjának megalakulását. A korábbi napok eseményeiről úgy fogalmazott, hogy „népünk dicsőséges felkelése lerázta a nép és az ország nyakáról a Rákosi-uralmat, kivívta a nép szabadságát, az ország függetlenségét, amely nélkül nincs, nem lehet szocializmus.” Emellett azonban a beszédben nagy hangsúlyt kapott az antikommunista beavatkozás veszélye, belülről, vagy a nyugati hatalmak részéről. Kézzelfogható veszélyként írta le az ellenforradalom, a reakció támadását.
Az országban valóban gyorsan radikalizálódott, fokozottan jobbra tolódott a közhangulat. A különböző új bizottságok, testületek élén országszerte gyorsan változtak a vezetők, a szocializmust megreformálni akaró „antisztálinista nemzeti kommunistákat” egyre „régebbiek”, először az 1947–1950 között félreállítottak váltották, majd az 1945–1947 között aktív politikusok, végül gyakran a Horthy-korszak közszereplői léptek előre. A korabeli politikai hangulatot, a politikai inga jobbra lendülését jól mutatja a Nagy Szeder István által szervezett kiskunhalasi helyi választás, amin az FKgP 76%-ot, a szociáldemokraták 14%-ot, a korábbi baloldali Nemzeti Parasztpárt Petőfi Párt néven 6%-ot, az MSZMP pedig 4%-ot (551 voks) szerzett, pedig korábban az MDP-nek helyben mintegy 1200 tagja volt.
A Köztársaság téri pártház ostroma, az ott lezajlott lincselések elmélyítették az antikommunisták és kommunisták egymás iránti gyűlöletét.
A kommunisták hivatalos pártjának megszűnése, az új párt megalakulása, valamint a Nagy Imre, Kádár János és a Moszkvában tartózkodó Rákosi Mátyás körül a kommunisták különböző irányzatai számára kialakuló kristályosodási pontok azonban nem fedték le egészen azok körét, akik valamiféle kommunista utat szerettek volna, mert például Dudás József és Angyal István is kommunistának vallották magukat.
Kádár János, akárcsak két meghatározó elődje, Kun Béla és Rákosi Mátyás, végső soron Moszkvából kapta a felhatalmazást a magyar állampárt és ezzel az ország vezetésére.
A magyarországi események ekkor szovjet nézőpontból összeértek az éppen lecsengett lengyel és felívelőben lévő szuezi válsággal. A Prezídium tagjai a Budapesten történteket egy csomag részeként kezelték, és sok szempontot mérlegeltek egyszerre: az Egyesült Államok távolságtartását, a franciák és a britek aktuálisan elszenvedett kudarcát a szuezi válságban, az egyre fontosabb szereplővé váló Kína álláspontját, illetve az akkoriban kibékített Tito véleményét. Az 1956-os forradalom egy időre túlzás nélkül világpolitikai tényezővé tette Magyarországot.
Hruscsov eleinte az SZKP XX. kongresszusának szellemében szándékozott cselekedni. Október 30-án a szovjet kormány nyilatkozatot adott ki a szocialista országok közötti kapcsolatokról, amiben gazdasági és katonai szempontból az egyenjogúság, a békés egymás mellett élés és a barátság elvét hangoztatták, megerősítve, hogy „tekintetbe kell venni az új élet építésének útjára lépett minden ország történelmi múltját és sajátosságait”. Ám ez az álláspont csak egy napot ért meg, mert november 1-re virradóan Hruscsov – minden bizonnyal nem függetlenül az előző napi Köztársaság téri lincselésektől – végül a második szovjet katonai beavatkozás mellett döntött, és ekkor vitték Moszkvába Kádárt és Münnichet.
1956. november 2-án és 3-án mind Kádár, mind Münnich Ferenc Moszkvában tartózkodtak. Szovjet részről a megbeszélésen a szovjet vezetés, az úgynevezett prezídium tagjai Hruscsov első titkár, Bulganyin, Kaganovics, Malenkov, Molotov, Vorosilov, a magyar szakértőknek számító Mikojan és Szuszlov, valamint a fiatal Brezsnyev vettek részt.
A szovjet vezetés az eredetileg elképzelt Münnich Ferenc helyett végül Kádár Jánost bízta meg az ország irányításával. A forradalom leverése után a Magyar Forradalmi Munkás-Paraszt Kormány mögé felsorakozó párt megtartotta a Magyar Szocialista Munkáspárt nevet. 1957. február 26-án Kádárt az MSZMP Központi Bizottságának elnökévé választották.

### A párt működése
Az MSZMP ugyanazt a szerepet töltötte be, mint más szocialista országok állampártjai: egy szűk elit egyeduralmának biztosítását egy kiterjedt, a munkahelyeken is kiépített és helyi szinten is jelentős befolyással rendelkező hierarchikus pártstruktúrán keresztül. A párt kizárólagos hatalommal rendelkezett a parlamenti képviselők és kormánytagok kiválasztásában, ellenőrizte az igazságszolgáltatást, és annak vezetői mondták ki a végszót az országos és helyi politika minden szintjén és területén. Egyszóval az MSZMP volt a Szovjetunió Kommunista Pártja által a szovjetek által megszállt és ellenőrzött ország számára kiadott utasítások és irányelvek legfőbb végrehajtó testülete.
1989-ig az ország egyetlen legális politikai pártjaként ellenőrizte az államirányítást és a törvénykezést, más pártok alapítását tiltották, a politikai ellenvéleményt elnyomták, üldözték.

#### Kádár János szerepe
A párt története összeforrt első számú vezetője, Kádár János nevével. Az általa fémjelzett időszak, valamint személyes tevékenysége feldolgozás alatt és továbbra is a viták kereszttüzében áll. 1956 után a Kádár vezette MSZMP a szocialista országok többségéhez mérten nagyobb belső gazdasági szabadságot ért el (de jóval kevesebbet, mint a szocialista önigazgatás útját járó Jugoszlávia, és természetesen összehasonlíthatatlanul kevesebbet, mint a nyugati kapitalista országok), ugyanakkor külpolitikájában a szovjet akaratnak erősebben alá volt vetve.
A párt politikáját meghatározó Kádár a szovjetek utasításait többnyire szolgaian követte, utasításaikat ellenvetés nélkül végrehajtotta, de volt bizonyos fokú önálló mozgástere is. Ezt arra használta, hogy pártbeli ellenfeleit elszigetelje, a nép demokratikus törekvéseit elfojtsa, ugyanakkor a keleti blokk többi országaihoz képest cserébe magasabb életszínvonalat biztosítson.
Az 1973-ban, majd 1979-ben kitört olajválság miatt az ország devizahiteleket vett fel az életszínvonal megtartására, ami súlyos adósságcsapdába és a gazdaság széteséséhez vezette Magyarországot.

### Az 1989-es fordulat
1989-ig, a pártállam megszűnéséig az eredeti pártról beszélhetünk, noha az utolsó időszakban, a rendszerváltás felé közeledve egyre jobban kicsúsztak az események az irányítása alól.
1988 májusában az MSZMP országos pártértekezletén Kádár elvesztette hatalmát, a feltörekvő Grósz Károly és köre kihagyta a Politikai Bizottságból, és nem választották meg a párt főtitkárának sem, ehelyett a pártelnöki tisztséget kapta meg, ami már nem járt tényleges hatalommal.
1989 februárjától reformkörök alakultak a párton belül. Ezek működése felgyorsította a párt demokratizálódását, segítette a rendszerváltás folyamatát, de felerősítette a pártban a belső megosztottságot. 1989. október 7-én, a Magyar Szocialista Munkáspárt XIV. kongresszusán új párt létrehozásáról döntöttek. Demokratikus alapszabályt fogadtak el, az átlépők elhagyták a párt nevében szereplő „munkás” szót is.
Nekünk vissza kell utasítani, mert alaptalan a »bűnös párt« fogalma. Egy megtisztult, megújult párt image-ét kell megteremteni, mert az önostorozás nem vezet most már sehova, legfeljebb a bűnbakkereséshez […]. Az engedményekről próbáljunk áttérni a kezdeményezésekre.
Az 1990-es első szabad parlamenti választásokon 8,5%-os eredményt elérve bekerült az új országgyűlésbe és 33 mandátumot szerzett.
Az MSZP-be be nem lépők 1989. december közepén folytatták az MSZMP XIV. kongresszusát, és Thürmer Gyulát választották a párt elnökévé. A Központi Bizottságban tag lett a korábbi párt két politikusa, Grósz Károly és Berecz János is. Az MSZMP 3,68%-os eredményével nem jutott be az új országgyűlésbe.
A két párt közül a Magyar Szocialista Párt örökölte az állampárt vagyonát, míg a Munkáspárt az ideológiát vitte tovább. Erre utal a korabeli vicc, amely szerint: „Az MSZP-nek jutott a tőke, a Munkáspártnak pedig Marx”.
1992-ben a párt továbbra is vállalta a Kádár-rendszer politikai örökségét, de nevét Munkáspártra változtatta, és tevékenységét ezen a néven folytatta.
Egy kisebb csoport Fazekas László országos titkár és Csaba Elemér titkárhelyettes vezetésével továbbra is kitartott az MSZMP elnevezés és a marxista–leninista elvek mellett, ezért ismét megalakították a Magyar Szocialista Munkáspártot. Elsősorban Budapest XV. kerületére, illetve Százhalombattára szorítkozott tevékenységük. Újpalotán 1990 és 2010 között mind az öt önkormányzati választáson egyetlen listás önkormányzati képviselői hellyel rendelkeztek.
2010-ben azonban Csaba Elemér eltávozott a pártból, és visszaigazolt oda, ahonnan jött: a Magyar Kommunista Munkáspártba. Bár néhány tagot magával vitt a régi-új pártjába, az MSZMP tagságának nagyobb része megmaradt, és a 2010. évi önkormányzati választáson hét jelöltet állított Újpalotán, míg a thürmeri MKMP Csaba Elemérrel megerősödve is csak ötöt.
Az MSZMP tavasszal kongresszust tartott. A titkári pozícióból távozó Fazekas László helyett Vitányi András lett az új vezető, aki Érden szintén felkerült a szavazólapra mint egyéni körzeti képviselőjelölt.

## Szervezeti felépítése

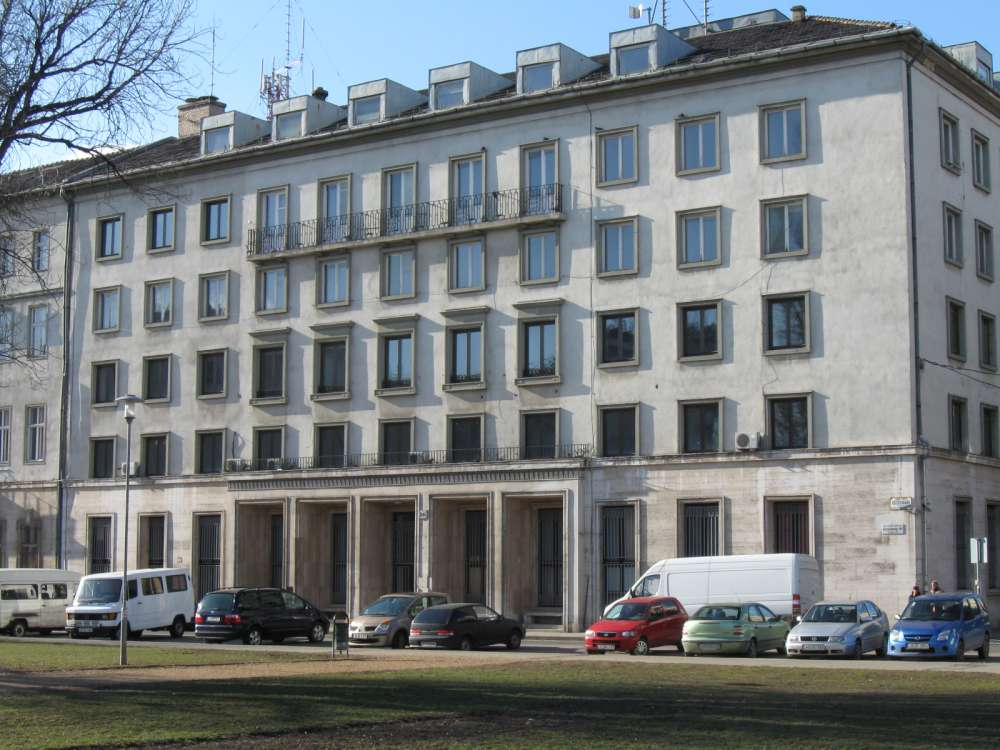
Az MSZMP Budapesti Bizottságának egykori székháza, II. János Pál pápa tér 26.

Az MSZMP mint állampárt felépítésében minden állami és gazdasági részterületnek megvolt a maga tükörképe. Az állami intézményt utasíthatta az állami hierarchiában fölötte álló, vagy a párthierarchiában fölötte ill. azonos szinten álló szerv (lásd még: nómenklatúra). Informálisan azonban meg lehetett kerülni a szinteket. Az egyes bizottságokat titkárok (párttitkárok) vezették.
Két kongresszus között a – nagyjából évente ülésező – Központi Bizottságban, illetve a heti ügyeket vivő Politikai Bizottságban születtek meg a döntések.
Formálisan minden szervezet és intézmény csak az eggyel magasabb szintű utasítóhoz fordulhatott a működési problémáival, informálisan azonban bármilyen fölsőbb szinttel kiépíthette a kapcsolatot. Az ilyen kölcsönös nyomásgyakorlás vagy segélykérés és támogatás általában személyes kapcsolatokon alapult.

### Kongresszusok
A párt legfelsőbb döntéshozó fóruma a kongresszus volt, itt választották meg a párt legfelsőbb vezetőit. Kezdetben 3, majd 4, végül 5 évente tartották.
| VII.  | 1959. december |
| VIII. | 1962. november |
| IX.   | 1966. december |
| X.    | 1970. november |
| XI.   | 1975. március  |
| XII.  | 1980. március  |
| XIII. | 1985. március  |
| XIV.  | 1989. október  |

Megjegyzés: A kongresszusok számozását a korábbi MDP illetve MKP kongresszusokat előzménynek tekintve VII.-kel kezdték. Később a kongresszusok számozását a Munkáspárt illetve a Magyarországi Munkáspárt 2006 is megtartotta.

## Az MSZMP vezetősége

### Első-, majd főtitkárok
- Kádár János 1956. október 25. – 1988. május 22.
- Grósz Károly 1988. május 22. – 1989. október 7.
- Nyers Rezső 1989. október 7. - 1989. október 23.

## Taglétszámának alakulása
Az MSZMP magát munkáspártként határozta meg. Az 1956-es indulás után 1957. május 1-ig adtak lehetőséget arra, hogy a korábbi MDP-tagok úgy igazoljanak át az MSZMP-be, hogy párttagságukat folyamatosnak ismerjék el. 1957. június 1-jén közel 13 ezer pártszervezetben 345 ezer tagot tartottak nyilván.
1986-ban tagjainak száma már 883 131 fő, a felnőtt lakosság 11,1%-a volt, annak ellenére, hogy többször (nyilvánosan meg nem hirdetve) tagfelvételi zárlatot rendeltek el. Kádár János ugyanis el kívánta kerülni, hogy a taglétszám az MDP csúcsát, az 1952-es 950 ezres taglétszámot közelítse. A pártvezetés adminisztratív eszközökkel is igyekezett fenntartani a munkások, fizikai dolgozók megfelelő arányát a pártban. Kvóták szabályozták a munkások, nők és fiatalok arányát az újonnan felveendők között. Ösztönözték a fizikai dolgozók, különösen a szakmunkások felvételét, és fékezték az egyéb kategóriák – értelmiségiek, alkalmazottak – csatlakozását, szerény sikerekkel. Győr-Sopron megyei adatok szerint 1975 és 1981 között a párt taglétszáma 9%-kal nőtt, míg a munkás párttagok számát csak 6%-kal sikerült növelni. A párttagok aránya a munkások körében 10% körül mozgott. Az adminisztratív eszközök ellenkező hatást is kiváltottak, sok munkás az ösztönzött belépés után hamarosan távozott is a pártból, ennek indokául a magas tagdíjat, családi okokat (vallásosság) és azt hangoztatták, hogy nincs idejük részt venni a taggyűléseken, a pártéletben. Emiatt a pártból kikerülők körében a munkások aránya 65–70% volt.

## Ideológiai képzés
A párt politikai főiskolája 1957-1989 között Budapest XIV. kerületében, az 1949-ben felszámolt Sacré Cœur Leánynevelő Intézet Ajtósi Dürer sori épületében működött.